# Destindere Joule

Destindere Joule, în care volumul V_{i} = V_{0} se destinde la volumul V_{f} = 2V_{0} într-o incintă izolată termic

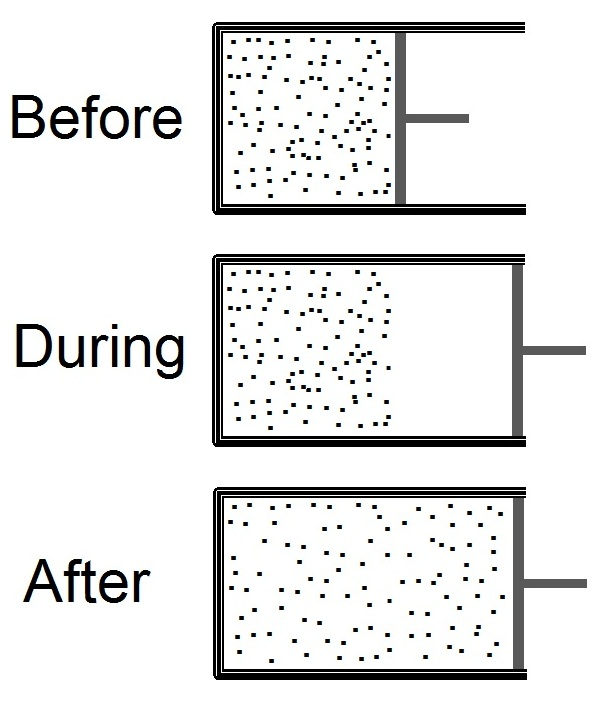
O destindere liberă a unui gaz poate fi obținută prin deplasarea pistonului mai repede decât cele mai rapide molecule din gaz

Această destindere liberă este ireversibilă, dar poate fi cvasistatică pentru fiecare incintă: cvasiechilibrul este menținut pentru fiecare parte, dar nu pentru întregul sistem

În termodinamică o destindere Joule (care este un tip de destindere liberă) este un proces ireversibil în care inițial într-o parte a unei incinte izolate termic se află un volum de gaz, ținut separat (cu ajutorul unui perete despărțitor) de cealaltă parte a incintei, care este vidată. Apoi se înlătură despărțitorul, iar gazul umple întreaga incintă.
Destindere Joule, tratată ca un experiment mental cu gazele ideale, este un exercițiu util în termodinamica clasică. Acesta oferă un exemplu convenabil pentru calcularea modificărilor mărimilor termodinamice, inclusiv creșterea rezultată a entropiei în univers (producția de entropie) care rezultă din acest proces inerent ireversibil. Un experiment real de destindere Joule se poate face doar cu gaze reale, iar  modificarea temperaturii într-un astfel de proces oferă o măsură a forțelor intermoleculare.
Această destindere este numită după James Prescott Joule care a folosit-o în 1845, în studiul său pentru echivalentul mecanic al caloriei, dar această destindere era cunoscută cu mult înainte de Joule de exemplu de către John Leslie la începutul secolului al XIX-lea, și studiat de Joseph Louis Gay-Lussac în 1807, cu rezultate similare celor obținute de Joule.

## Descriere
Procesul începe cu gaz sub o anumită presiune, {\displaystyle P_{i}}, la temperatura {\displaystyle T_{i}}, aflat într-o parte a unei incinte izolate termic (v. partea de sus a imaginii). Gazul ocupă volumul inițial {\displaystyle V_{i}}, separat mecanic de cealaltă parte a recipientului, care are volumul {\displaystyle V_{0}} și presiunea aproape zero. Robinetul (linia continuă) dintre cele două părți ale incintei este apoi deschis brusc, iar gazul se destinde pentru a umple întreaga incintă, care are volumul total {\displaystyle V_{f}=V_{i}+V_{0}} (vezi partea de jos a imaginii). Un termometru introdus în compartimentul din stânga (neprezentat în imagine) măsoară temperatura a gazului înainte și după destindere.
Sistemul termodinamic din acest experiment este format din ambele compartimente; adică întreaga regiune ocupată de gaz la sfârșitul experimentului. Deoarece acest sistem este izolat termic, nu poate face schimb de căldură cu mediul înconjurător. De asemenea, deoarece volumul total al sistemului este menținut constant, sistemul nu poate efectua lucru mecanic asupra mediului înconjurător. Deoarece gazul se destinde în vid, nu există contrapresiune. Chiar dacă partea dreaptă a incintei nu ar fi vidată, ci acolo ar exista un gaz la o presiune mai mică, lucrul mecanic efectuat de gazul care se destinde ar rămâne în sistem. Întregul sistem nu efectuează nicio acțiune asupra mediului ambiant. Ca urmare, modificarea energiei interne, {\displaystyle \Delta U}, este zero. Energia internă constă din energia cinetică internă (datorită mișcării moleculelor) și energia potențială internă (datorită forțelor intermoleculare). Când mișcarea moleculelor este aleatorie, temperatura este măsura energiei cinetice interne, adică a căldurii. Dacă compartimentele incintei nu au ajuns la echilibru, va exista o energie cinetică a curgerii, care nu este detectabilă de un termometru (și, prin urmare, nu este o componentă a căldurii). Astfel, o schimbare a temperaturii indică o modificare a energiei cinetice, iar o parte din această modificare nu va apărea sub formă de căldură până la restabilirea echilibrului termic. Când căldura este transformată în energia cinetică a curgerii, aceasta determină o scădere a temperaturii. În practică, experimentul simplu de destindere liberă cu două camere încorporează adesea un „dop poros” prin care aerul care se destinde trebuie să treacă pentru a ajunge în camera cu presiune mai mică. Scopul acestui dop este de a evita o curgere direcționată, accelerând astfel restabilirea echilibrului termic.
Deoarece energia internă totală nu se modifică, stagnarea fluxului în camera receptoare transformă energia cinetică a curgerii înapoi în mișcare aleatorie (căldură), iar temperatura urcă la valoarea sa prezisă.
Dacă temperatura inițială a aerului este suficient de scăzută pentru ca proprietățile neideale ale gazului să provoace condens în camera inițială, în urma destinderii o parte din energia internă este convertită în căldură latentă a fazelor lichide. Astfel, la temperaturi scăzute, procesul de destindere Joule oferă informații despre forțele intermoleculare.

### Gaze ideale
Dacă gazul este ideal, atât {\displaystyle T_{i}}, {\displaystyle p_{i}}, {\displaystyle V_{i}} inițiale, cât și {\displaystyle T_{f}}, {\displaystyle p_{f}}, {\displaystyle V_{f}} finale respectă legea gazelor ideale, astfel încât inițial
{\displaystyle p_{i}\,V_{i}=n\,R\,T_{i}}
iar apoi, după dschiderea separatorului,
{\displaystyle p_{f}\,V_{f}=n\,R\,T_{f}}
unde {\displaystyle n} este numărul de moli de gaz, iar {\displaystyle R} este constanta molară a gazului. Deoarece energia internă nu se modifică și energia internă a unui gaz ideal este doar o funcție de temperatură, rezultă că temperatura gazului nu se modifică; prin urmare {\displaystyle T_{i}=T_{f}}. Asta presupune că
{\displaystyle P_{i}\,V_{i}=P_{f}\,V_{f}=n\,R\,T_{i}}
Prin urmare, dacă volumul se dublează, presiunea se înjumătățește. Faptul că temperatura nu se schimbă face ușor de calculat modificarea entropiei universului pentru acest proces.

### Gaze reale
Spre deosebire de gazele ideale, temperatura unui gaz real se va schimba în timpul destinderii Joule. La temperaturi sub temperatura lor de inversiune gazele se vor răci în timpul destinderii Joule, în timp ce la temperaturi mai ridicate se vor încălzi. Temperatura de inversiune a unui gaz este de obicei mult mai mare decât temperatura camerei; excepții sunt heliul, cu o temperatură de inversiune de aproximativ 40 K, și hidrogenul, cu o temperatură de inversare de aproximativ 200 K. Deoarece energia internă a gazului în timpul destinderii Joule este constantă, răcirea trebuie să se datoreze conversiei energiei cinetice interne în energia potențială internă, în cazul încălzirii fiind invers.
Forțele intermoleculare sunt de respingere la distanță mică și de atracție la distanță mare (de exemplu, v. potențialul Lennard-Jones). Deoarece distanțele dintre moleculele de gaz sunt mari în comparație cu diametrele moleculare, energia unui gaz este de obicei influențată în principal de partea de atracție a potențialului. Ca rezultat, destinderea unui gaz crește de obicei energia potențială asociată cu forțele intermoleculare. Unele manuale afirmă că la gaze o destindere Joule trebuie să producă întotdeauna răcire. Totuși, când moleculele sunt apropiate, interacțiunile de respingere sunt mult mai importante, ca urmare se obține o creștere a temperaturii în timpul destinderii Joule.
Teoretic, se prezice că la o temperatură suficient de mare, toate gazele se vor încălzi în timpul destinderii Joule. Motivul este că în orice moment un număr foarte mic de molecule vor fi supuse coliziunilor. La acele câteva molecule forțele de respingere vor domina și energia potențială va fi pozitivă. Pe măsură ce temperatura crește, atât frecvența coliziunilor, cât și energia implicată în coliziuni cresc, astfel încât energia potențială pozitivă asociată coliziunilor crește mult. Dacă temperatura este suficient de ridicată, aceasta poate face ca energia potențială totală să fie pozitivă, în ciuda numărului mult mai mare de molecule care sunt supuse interacțiunilor slabe de atracție. Când energia potențială este pozitivă, o destindere constantă reduce energia potențială și crește energia cinetică, rezultând o creștere a temperaturii. Acest comportament a fost observat doar pentru hidrogen și heliu; care au interacțiuni de atracție foarte slabe. Pentru alte gaze, această „temperatura de inversiune Joule” pare a fi foarte de ridicată.

## Producția de entropie
Entropia este o funcție de stare, prin urmare modificarea entropiei poate fi calculată direct din cunoașterea stărilor de echilibru inițială și finală. Pentru un gaz ideal, modificarea entropiei este aceeași ca pentru o destindere izotermică în care toată căldura este transformată în lucru mecanic:
{\displaystyle \Delta S=\int _{i}^{f}dS=\int _{V_{i}}^{V_{f}}{\frac {p\,dV}{T}}=\int _{V_{i}}^{V_{f}}{\frac {nR\,dV}{V}}=nR\ln {\frac {V_{f}}{V_{i}}}=Nk_{B}\ln {\frac {V_{f}}{V_{i}}}}
Pentru un gaz monoatomic ideal, entropia în funcție de energia internă U, volumul V și numărul de moli n este dată de ecuația Sackur–Tetrode⁠(d):
{\displaystyle S=nR\ln \left[{\frac {V}{N}}\left({\frac {4\pi m}{3h^{2}}}{\frac {U}{N}}\right)^{3/2}\right]+{\frac {5}{2}}nR.}
unde m este masa particulei și h este constanta lui Planck. Pentru un gaz ideal monoatomic {\displaystyle U={\frac {3}{2}}n\,R\,T=n\,C_{V}T,} cu {\displaystyle C_{V}} capacitatea termică molară la volum constant.
O a doua modalitate de a evalua modificarea entropiei este de a alege o cale de la starea inițială la starea finală în care toate stările intermediare sunt în echilibru, adică într-un proces cvasistatic. Unii autori cer ca o cale cvasistatică să fie reversibilă, aici nu se cere această condiție suplimentară. Modificarea netă a entropiei de la starea inițială la starea finală este independentă de alegerea rutei cvasistatice, deoarece entropia este o funcție de stare.
Pentru a avea o cale cvasistatică, în loc de a lăsa gazul să efectueze o destindere liberă în care volumul este dublat, se permite doar o destindere liberă în care volumul crește cu o cantitate foarte mică δV. După ce este atins echilibrul termic, se lasă gazul să efectueze o altă destindere liberă cu și se așteaptă iar până când este atins echilibrul termic. Se repetă acești pași până când volumul s-a dublat. La limită, când δV tinde la zero, acesta devine un proces cvasistatic ideal, deși unul ireversibil. Acum, conform relației fundamentale termodinamicii, avem:
{\displaystyle \mathrm {d} U=T\,\mathrm {d} S-P\,\mathrm {d} V.}
Deoarece această ecuație leagă modificări ale variabilelor de stare, este valabilă pentru orice modificare cvasistatică, indiferent dacă este reversibilă sau nu. Pentru calea definită mai sus, dU = 0, astfel că T dS = p d V, prin urmare creșterea entropiei pentru destinderea Joule este
{\displaystyle \Delta S=\int _{i}^{f}\mathrm {d} S=\int _{V_{0}}^{2V_{0}}{\frac {p\,\mathrm {d} V}{T}}=\int _{V_{0}}^{2V_{0}}{\frac {nR\,\mathrm {d} V}{V}}=nR\ln 2.}
O a treia modalitate de a calcula modificarea entropiei presupune o cale constând din destindere adiabatică reversibilă urmată de încălzire. Mai întâi se permite sistemului să efectueze o destindere adiabatică reversibilă în care volumul este dublat. În timpul destinderii, sistemul efectuează lucru mecanic și temperatura gazului scade, așa că trebuie să se introducă în sistem o căldură egală cu lucrul mecanic efectuat pentru a-l aduce în aceeași stare finală ca și în cazul destinderii Joule.
În timpul destinderii adiabatice reversibile dS = 0. Din expresia clasică a entropiei se poate deduce că temperatura după dublarea volumului la entropie constantă este:
{\displaystyle T=T_{i}2^{-R/C_{V}}=T_{i}2^{-2/3}}
pentru un gaz ideal monoatomic. Încălzirea gazului până la temperatura inițială Ti crește entropia cu
{\displaystyle \Delta S=n\int _{T}^{T_{i}}C_{\mathrm {V} }{\frac {\mathrm {d} T'}{T'}}=nR\ln 2.}
Se poate pune întrebarea care ar fi lucrul mecanic necesar dacă, odată ce a avut loc expansiunea Joule, gazul este readus în partea inițială prin comprimarea lui. Cea mai bună metodă (adică metoda care necesită cel mai mic lucru mecanic) este cea a unei comprimări izotermice reversibile, care ar necesita lucrul mecanic L dat de
{\displaystyle L=-\int _{2V_{0}}^{V_{0}}p\,\mathrm {d} V=-\int _{2V_{0}}^{V_{0}}{\frac {nRT}{V}}\mathrm {d} V=nRT\ln 2=T\Delta S_{gaz}}
În timpul destinderii Joule, mediul înconjurător nu se schimbă, adică entropia mediului înconjurător este constantă. Prin urmare, modificarea entropiei așa-numitului „univers” este egală cu modificarea entropiei gazului care este nR ln 2.

## Efectul de gaz real
Joule și-a efectuat experimentul cu aer la temperatura camerei, care a fost destins de la o presiune de aproximativ 22 bar. În aceste condiții aerul este aproape un gaz ideal, dar nu chiar. Ca rezultat, schimbarea reală a temperaturii nu va fi exact zero. Cu cunoștințele noastre actuale despre proprietățile termodinamice ale aerului se poate calcula că temperatura aerului ar trebui să scadă cu aproximativ 3 °C atunci când volumul este dublat în condiții adiabatice. Totuși, din cauza capacității termice scăzute a aerului și a capacității termice mari a recipientelor rezistente de cupru și a apei calorimetrului, scăderea de temperatură observată este mult mai mică, așa că Joule, datorită preciziei sale de măsurare, a considerat că schimbarea temperaturii a fost nulă.